# 大瀬村
大瀬村（おおせむら）は、1955年（昭和30年）まで愛媛県喜多郡にあった村。
現在の喜多郡内子町の北東部にあたる。小田川の流域。大江健三郎の出身地。

## 地理
現在の喜多郡内子町の北東部。標高500 - 600mの山々が連なり、その中央を肱川の支流の小田川がほぼ東西に貫流し、かつては小田からの木材の搬出に筏流しが行なわれていた。小田川にそってわずかに平地がひらけ、農業が営まれている。集落は小田川沿い及び山腹に点在している。明治初期の文献によると東西1里20町、南北4里26町。

## 歴史
古代 - 中世
- 程内に経塚遺跡があり明銭などを出土している。
- 戦国期の城跡である岡城跡、白石城跡がある。
- 曾我祐成の首塚伝説が残されている。

藩政期
- 大洲藩領。喜多郡中山郷に属す。
- 慶応2年 - 大瀬騒動（又は奥福騒動）勃発。

明治以降
- 1894年（明治7年） - 大成学校開設。
- 1889年（明治22年）12月15日 - 町村制実施により成立。喜多郡に属す。
- 1929年（昭和4年）12月26日 - 村前村（むらさきむら）の一部を編入（本村、喜田村、今岡など）。
- 1955年（昭和30年） - 満穂村、立川村、内子町、五城村と合併し、改めて内子町が発足。同日大瀬村廃止。

```
大瀬村の系譜
（町村制実施以前の村）　（明治期）

大瀬　　━━━━　 大瀬村 　　━━━━┳━━━━━━┓ 
　　　　　　　　　　村前村の一部　━━┛　　　　　　┃（昭和30年1月1日合併）
　　　　　　　　　　（昭和4年12月26日編入）  　　　┣━━　内子町
　　　　　　　　　　  　　　　　　　　　　　　　　　┃　　　　　　
　　　　　　　　　　　　　満穂村　　　　━━━━━━┫　　　　　
　　　　　　　　　　  　　立川村　　　　━━━━━━┫　　　　　　　
　　　　　　　　　　　　　（旧）内子町　━━━━━━┫
　　　　　　　　　　　　　五城村　　　　━━━━━━┛　　　　　
　　　　　　　　　　　　　
（注記）満穂村ほかの合併までの系譜については、それぞれの町村の記事を参照のこと。

```

## 地域
明治の一村がそのまま昭和の合併まで続いた。大字制はとらなかった。合併後、大字大瀬となった。

## 教育
大成に学校があった。

## 産業
米、麦、大豆、茶、楮、和紙、蝋、タバコ、炭、薪、鮎などを産した。藩政期には500人以上の紙漉き職人が居たと伝えられる。明治・大正期には小田川の流れを利用した筏流しが行なわれた。

## 交通
四国山地の山中のため、鉄道等はない。
小田町村との境である突合からの小田川に沿って下る道はかつての遍路道。川を上る方向が順路。